# Нижнекемское сельское поселение

В 2013 году Верхнекемское и Нижнекемское сельские поселения были объединены в Кемское СП

Нижнекемское сельское поселение — сельское поселение, существовавшее в составе Никольского района Вологодской области до 1 апреля 2013 года.
Центр — село Никольское.
Население по данным переписи 2010 года — 333 человека, оценка на 1 января 2012 года — 327 человек.

## История
В 1999 году был утверждён список населённых пунктов Вологодской области. Согласно этому списку в Нижнекемский сельсовет входили 9 населённых пунктов.
В 2000 году была упразднена деревня Горка.
1 января 2006 года в соответствии с Федеральным законом № 131 «Об общих принципах организации местного самоуправления в Российской Федерации» образовано Нижнекемское сельское поселение, в состав которого вошёл Нижнекемский сельсовет.
1 апреля 2013 года Нижнекемское сельское поселение было объединено с Верхнекемским в Кемское сельское поселение.

## География
Располагалось на юго-западе района. Граничило:
- на востоке с Пермасским и Полежаевским сельскими поселениями,
- на севере с Верхнекемским сельским поселением,
- на западе с Березниковским сельским поселением Бабушкинского района,
- на юге с Костромской областью.

## Населённые пункты
В состав сельского поселения входили 8 населённых пунктов, в том числе
7 деревень,
1 село.
| Населённый пункт | ОКАТО          | Рег. номер | Расстояние до районного центра, км | Расстояние до центра поселения, км | Индекс | Координаты                      |
| ---------------- | -------------- | ---------- | ---------------------------------- | ---------------------------------- | ------ | ------------------------------- |
| деревня Вороново | 19 234 848 002 | 5041       | 70                                 | 5                                  | 161448 | 59°20′50″ с. ш. 44°36′23″ в. д. |
| деревня Вострово | 19 234 848 003 | 5042       | 67                                 | 6                                  | 161448 | 59°23′21″ с. ш. 44°40′04″ в. д. |
| деревня Земцово  | 19 234 848 005 | 5044       | 50                                 | 15                                 | 161448 | 59°27′40″ с. ш. 44°46′12″ в. д. |
| деревня Каино    | 19 234 848 006 | 5045       | 55                                 | 10                                 | 161448 | 59°25′52″ с. ш. 44°42′39″ в. д. |
| деревня Княжево  | 19 234 848 007 | 5046       | 56                                 | 9                                  | 161448 | 59°25′50″ с. ш. 44°41′49″ в. д. |
| село Никольское  | 19 234 848 001 | 5040       | 65                                 | —                                  | 161448 | 59°22′59″ с. ш. 44°35′09″ в. д. |
| деревня Путилово | 19 234 848 008 | 5047       | 56                                 | 9                                  | 161448 | 59°25′29″ с. ш. 44°41′32″ в. д. |
| деревня Ямская   | 19 234 848 009 | 5048       | 61                                 | 4                                  | 161448 | 59°23′59″ с. ш. 44°37′25″ в. д. |

Населённые пункты, упразднённые 1.02.2000:
| Населённый пункт | ОКАТО          | Рег. номер | Расстояние до районного центра, км | Расстояние до центра поселения, км |
| ---------------- | -------------- | ---------- | ---------------------------------- | ---------------------------------- |
| деревня Горка    | 19 234 848 004 | 5043       | 71                                 | 6                                  |